# Râul Roe
Râul Roe curge între Giant Springs și fluviul Missouri în cascada Great Falls, Montana, Statele Unite ale Americii. Râul Roe are doar 61 metri lungime.
O campanie de succes a avut loc pentru ca râul Roe să fie recunoscut de Cartea Recordurilor ca cel mai scurt râu din lume, această campanie a fost inițiată de elevii de la "Lincoln Elementary School" din Great Falls, Montana. Elevii Molly A. Petersen și fostul jucător de fotbal american Dallas Neil au apărut la emisiunea Tonight Show, ca parte a acestui efort.
Anterior, râul D River din Oregon a fost trecut în Guinness World Records ca râul cel mai scurt din lume cu 134 de metri. Acest titlu a fost pierdut în 1989, când Guinness World Records a numit Râul Roe ca cel mai scurt râu din lume. Locuitorii din Lincoln City au prezentat o nouă măsurare, pentru Guinness World Records de aproximativ 37 de metri lungime, atunci când era cea mai înaltă maree.
Începând din 2006, Guinness World Records nu mai are categoria de cel mai scurt râu.